# Jeffree Star
Jeffrey Lynn Steininger Jr. (Santa Ana, Estados Unidos, 15 de noviembre de 1985), más conocido como Jeffree Star, es un empresario, maquillador, youtuber, modelo, y cantautor de pop estadounidense. Comenzó su carrera musical en MySpace con más de 100 millones de reproducciones en su música. Actualmente, es conocido por su línea de maquillaje Jeffree Star Cosmetics, su canal de YouTube y su transgresión, el género-flexión de su apariencia y su personalidad extrovertida. Ha destacado en la industria por sus habilidades estéticas y carrera como modelo.

## Infancia y adolescencia
Jeffree Star nació en Condado de Los Ángeles, California. Su padre murió cuando tenía 6 años de edad, por lo tanto, fue criado por su madre, que tenía problemas de alcoholismo. Cuando era niño, Star regularmente experimentaba con el maquillaje de su madre, lo que le llevó a un interés obsesivo; la convenció de que lo dejara usar maquillaje cuando estaba en la Secundaria. A la edad de quince años, la estrella se convirtió en maquillador. Durante este tiempo, llevaba maquillaje, se teñía el pelo de colores y comenzó a travestirse, a su vez, esto lo llevó a recibir una gran cantidad de atención por parte de sus compañeros, no precisamente buena, así como de extraños. Después de su graduación en la escuela secundaria, Star se mudó a Los Ángeles y comenzó a trabajar con maquillaje, modelado y trabajos musicales. Más tarde utilizando una identificación falsa, logró asistir a los clubes de Hollywood vistiendo mini vestidos y tacones altos, donde las celebridades lo contratarían como maquillador, lo que propulsó su carrera de modelo.

## 2007 - 2008: MySpace, debut EP, fama por Internet y Cupcakes Taste Like Violence
Jeffree Star ganó popularidad a través del sitio web MySpace para promover tanto su música como su carrera de diseño de moda. Star también utiliza MySpace como un blog sobre su vida mientras hace comentarios sociales sobre "auto-imagen y la confianza", la fama, la belleza y la vida. Star había construido una base de fanes en varios sitios web, pero convenció a muchos a unirse a él en MySpace, dando a su perfil de MySpace de un gran número de "amigos" desde sus inicios. Sus sesiones de fotos en Myspace con frecuencia llegarían a más de 50.000 comentarios cuando eran publicadas, y en noviembre de 2006, fue reconocida como personalidad de MySpace por perfil más conectado. Star también saltó a la fama como uno de los más populares artistas sin firmar con la clasificación diaria colocándolo en el nivel superior en La red social.
El 1 de noviembre de 2006, Star realiza en el mismo proyecto de ley de Los Ángeles "Dirty Sanchez" en la feria después de Halloween de La bar de Key Club. Jeffree Star ha estado de gira con Peaches, así como Cyndi Lauper, Metro Station, Breathe Carolina, Dr. Manhattan, Schoolyard Heroes y Ultraviolet Sound.
El 13 de marzo de 2007, Jeffree Star lanzó su debut EP Plastic Surgery Slumber Party que fue producido por Ultraviolet Sound. El récord superó en número uno en las listas de baile de los iTunes y ha superado consistentemente iTunes las listas de baile en el #1, flotando por encima de nombres tan conocidos como Justin Timberlake y Cascada. Por otra parte, la página MySpace de la Estrella tiene 25 millones de reproducciones de "Plastic Surgery Slumber" del partido en julio de 2007.
Durante el verano de este mismo año, Jeffree Star fue anunciado como parte de True Colors Tour 2007, que recorrió 15 ciudades de los Estados Unidos y Canadá. El tour, patrocinado por el canal Logo LGBT, comenzó el 8 de junio de 2007 al coincidir con el mes del Orgullo. Las ganancias de la gira se beneficiaron de la Campaña de Derechos Humanos, así como PFLAG (Parents, Families and Friends of Lesbians and Gays. En español: Organización de Padres, Familiares y amigos de Lesbianas y Gays), y la Fundación Matthew Shepard. A pesar de que fue anunciado como invitado especial para llevar a cabo presentaciones en varias fechas de la Costa Oeste, Star no se presentó.
La canción de Star "Plastic Surgery Slumber Party" apareció en el 08 del 2007 Tommy Boy versión de True Colors Tour recopilación de Cyndi Lauper. Con diez pistas de diez de los artistas, la compilación beneficia a la Campaña de Derechos Humanos, una organización que lucha por los derechos civiles de las personas LGBT.
Antes del lanzamiento de su segundo juego extendido, Star lanzó su primer sencillo ""Plastic Surgery Slumber Party"" en el Día de San Valentín de 2008, seguida de, "I Hate Music", el 17 de abril de 2008. La estrella, más tarde grabó y lanzó "Starstruck" con Radio Peligro - su primer sencillo disponible para su descarga gratuita como un "gracias" a los aficionados. Trace Cyrus y Mason Musso de la estación de Metro Station originalmente prestaron su voz para el canto, sin embargo, debido a una disputa entre la banda y jeffree star, finalmente fueron sustituidos por Andrew de Torres de Radio Peligro.

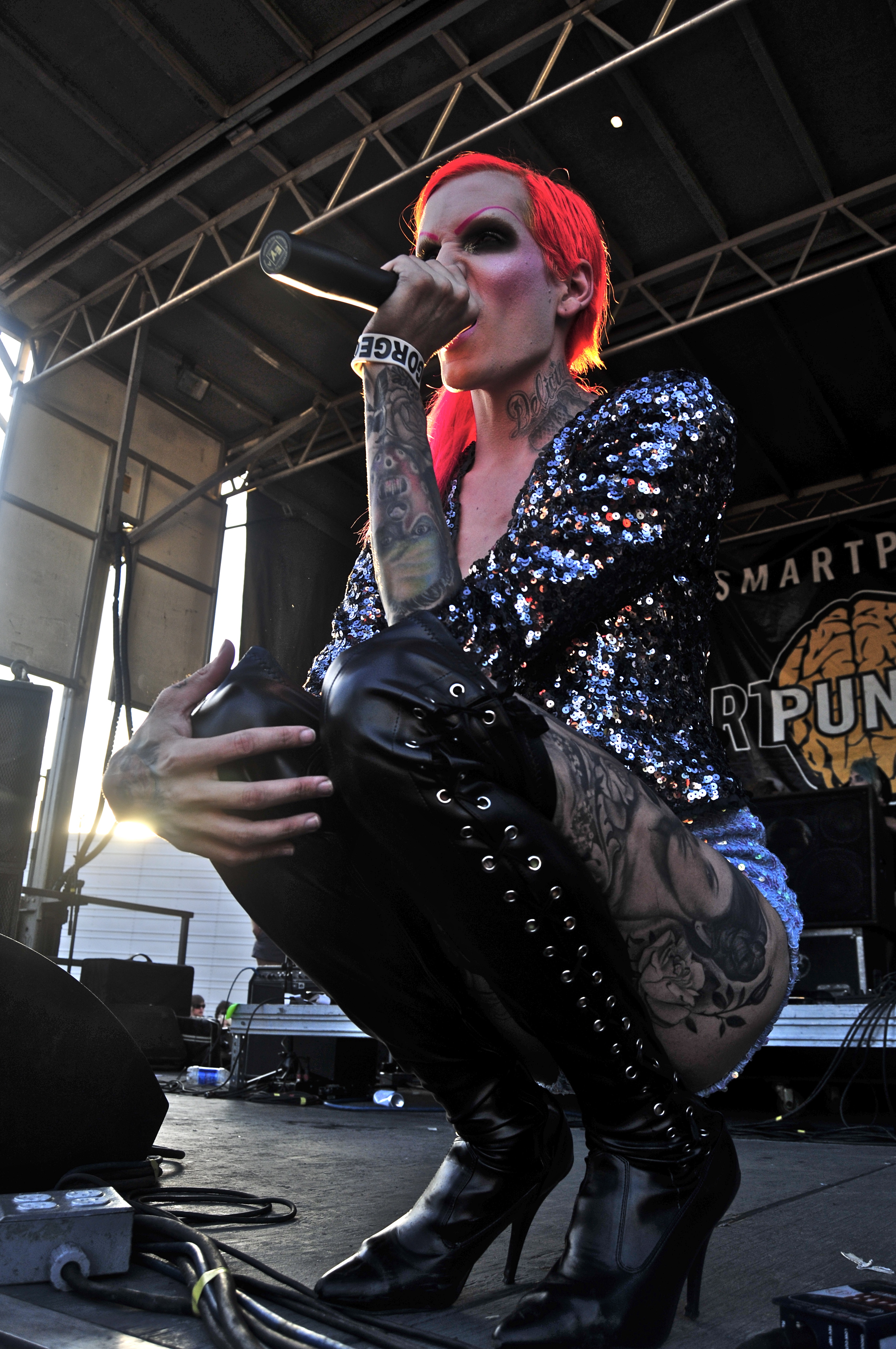
Jeffree Star cantando en el Warped Tour 2009

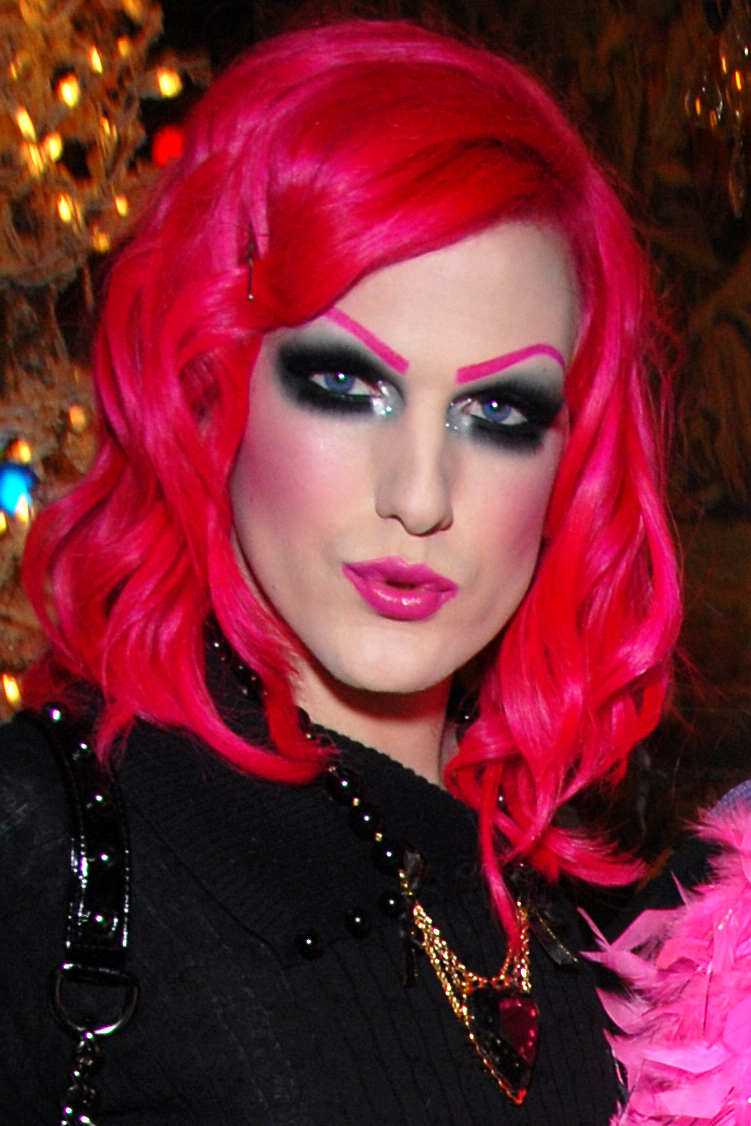
Jeffree Star en el 2007

Cupcakes Taste Like Violence, extendido de segundo año fue lanzado el 9 de diciembre de 2008. Éste, su primer disco, estaría disponible en CD y descarga digital. También es el disco debut de Star a ser liberado en Documentos través Label Group Independiente de Warner Music Group. Jeffree Star dijo que el extended play "Me recuerda a mí mismo. Puedo parecer dulce, pero soy realmente aterrador y violento en el interior". "Cupcakes Taste Like Violence" alcanzó el puesto número seis en el Billboard Top Electronic Albums y en el número ocho en el Top Heatseekers Billboard. "Lollipop Luxury" fue el primer sencillo del juego extendido Versión del 18 de noviembre de 2008.

## 2009 - 2011: Beauty Killer
El álbum debut de Star, "Beauty Killer", fue lanzado el 22 de septiembre de 2009. El primer sencillo del álbum, “Prisoner”, fue lanzado para su descarga digital el 2 de mayo de 2009. La pista recibió dos millones de reproducciones en MySpace en el extremo de ser su segunda semana disponible para la corriente. "Love Rhymes With Joder You" fue el segundo sencillo del álbum, como “Prisoner”, también fue lanzado para su descarga digital el 30 de junio de 2009. El álbum debutó en el número 122 en los Billboard 200 Chart de EE. UU. También debutó en el # 7 en los Billboard Top Dance / Electronic Albums Chart de EE. UU. y cayó al # 12 en su segunda semana. Un video musical de “Prisoner”, dirigido por Robert Hales, se había previsto inicialmente. Sin embargo, desde entonces se ha cancelado y sustituido por "Get Away With Murder", el cual fue filmado el 7 de noviembre de 2009. El video se estrenó en la primera página de MySpace, el 23 de enero de 2010.
Se anunció que la grabación estaba en marcha para el primer álbum de estudio a finales del 2007. Afirmó que las nuevas canciones “Son más sexy, algunos son más sexy que "elchico", me grita mi corazón. Todavía estoy descubriendo lo que "Jeffree Star" es en realidad. Y creo que casi estoy allí... "" Para los fanes de la marea más "hasta que se lanzó el primer sencillo del álbum, el 21 de abril de 2009, star libera una cubierta remezcla de Black Eyed Peas "Boom Boom Pow ", que se hizo disponible para su descarga gratuita.
Radio edit mix de "prisioner" de Morgan Page fue lanzado para su descarga gratuita por Star el 18 de diciembre de 2009. Él trabajó con productores como Lester Méndez, Nathaniel Motte 3OH! De 3, Paparazzi de dios y más. star realiza en el Warped Tour 2009 para promover algo de la música de su álbum.
Star originalmente planeó una gira de conciertos como cabeza de cartel de América del Norte, titulado "I have could, Keep Me Warm... bitch!" Durante dos semanas en diciembre de 2009. Sin embargo, debido a "las cosas personales que han ido de las manos de su familia", la gira fue cancelada. star se embarcó en su “2 DRUNK 2 FUCK” 2010 gira mundial en la que dice que "se va por todas partes... y sí que significa Europa y Australia". Esta fue su primera gira de apoyo del álbum. Las fechas se anunciaron oficialmente en los EE. UU., Reino Unido y varios países de Europa continental. Star (tercero de sólo sencillo) el 1 de julio de 2010.
Star se refirió a celebridades como Kelly Osbourne, Nicole Richie, Paris Hilton, el vocalista de AFI, Davey Havok y Jessicka de la banda Scarling. Él es un exartista de maquillaje de alt porn website, GodsGirls.
star ganó un culto de publicar fotografías escandalosas de sí mismo en los foros de Internet y más tarde MySpace, que comenzó a enviar regalos como cámaras costosas para tomar más fotos.
El 1 de agosto de 2006, la revista Frontiers LGBT de Los Ángeles ofrecieron a jeffree star en su portada. El 17 de noviembre de 2006 star y varios concursantes de "Next Top Model de Estados Unidos" eran parte de "Otoño 2006 Pista Show" Negro de lámpara al Union Pacific Depot de Salt Lake City. star también fue un invitado en "Next Top Model de Estados Unidos, ciclo 7".
El 16 de marzo de 2007, jeffree star fue uno de los modelos de pasarela destacados para la producción de extravagante "espectáculo ejército silencioso" del diseñador Jared Oro, considerado como de BOXeight "la primera fila más salvaje de toda la Semana de la moda." La muestra 2007 el tema era "elegante mormones" de hecho, utiliza el teatro de Los Ángeles como telón de fondo durante la semana de la moda de Los Ángeles. Ha aparecido en varios vídeos musicales, incluyendo "The River" de Good Charlotte, "Push" de Godhead, "One Love" de Aiden y "Shake It" de Metro Station.
Se informó en 2007 que Fenton Bailey y World of Wonders Productions Randy Barbato estarían desarrollando un reality show con Star y la promesa de "glamour y la tensión sexual." Star también se informó que está en conversaciones con E! para llevar el show. Sin embargo, en junio de 2009, cuando se le preguntó en una entrevista con OrangeCounty.com "¿Cuándo va a venir el reality show?" Star dijo:

"He tenido algunas grandes reuniones con MTV, pero estoy tratando de decidir cuál es la ruta que deseo tomar. Yo no quiero hacer un programa de citas, algunas Bret Michaels, "Daisy of Love" crap. Yo no quiero tener que fingir. Estoy lanzando la idea de hacer un espectáculo de mi familia porque son todos muy loco. Están listos para el mundo para ver lo estúpidos que son. Yo soy el normal y todos son psycho "

## 2012-presente: Unión con KonLive, línea de ropa y maquillaje yconcealer
En el año 2012 dijo que lanzaría un EP llamado "Virginity" con lo cual lanzó el sencillo "Prom Night!" correspondiente como primer sencillo junto a KonLive al igual que su cambio de mánager luego de que se atrasó la fecha de entrega, publicó en Twitter que en vez de publicar un EP, publicaría su segundo álbum de estudio con lo cual le dio como nombre "Concealer", reveló en la red social Instagram su nuevo corte de cabello, explicó que sus singles "Mr. Diva" y "Legs Up" eran canciones para que descargaran sus fanes en recompensa por haber esperado tanto con el EP, semanas después de lanzado el EP de "Mr. Diva" tuvo un tour de 3 meses con la banda Blood on the DanceFloor llamada "The Scene Is Dead Tour" donde recorrieron casi todos los estados de EE.UU y algunos shows en Canadá, luego de celebrar su cumpleaños en Las Vegas. En el año 2013 en el mes de marzo revela en Instagram su nuevo color de cabello y más sorpresas que iba a dar este año, con lo cual lanzó su nueva línea de ropa con Karmaloop y MissKL llamada "Beauty Forever". La primera semana de junio de 2013, reveló el nuevo nombre de su sencillo, fecha de lanzamiento y artwork correspondiente a su álbum "Concealer" llamado "Love To My Cobain" donde su fecha de estreno en iTunes sería el 25 de junio y en Instagram publicó algunas fotos del video musical de este donde está siendo grabado por la ex-coreógrafa de Lady Gaga, Laurieann Gibson, en su página en Tumblr escribió que es posible que el álbum estuviese listo para lanzar a mediados de otoño e invierno.
Según fotos publicadas en Instagram el cantante filtró lo que sería la creación de una nueva línea de maquillaje llamada "Jeffree Star Cosmetics" donde dijo que el primer lipstick o labial saldría a la venta en diciembre o a comienzos del 2014 al igual que la fecha de lanzamiento de su línea sería en el año 2014.

## Controversia
En 2015, Jeffree Star estuvo en el punto de mira por realizar varios comentarios racistas dirigidos a youtubers que criticaron sus productos. No era la primera vez que el artista era acusado de comportamiento inapropiado. Desde el comienzo de su carrera como personaje público ha sido criticado por comportamiento ofensivo contra mujeres y mayorías.
En julio de 2015, su amiga Kat Von D publicó un post en Facebook enunciando una lista de motivos, entre los que se encontraba el abuso de drogas, bullying y racismo, por los que quería cortar toda relación anterior con Jeffree. También lo acusó de no pagar al artista que diseñó el isotipo que actualmente utiliza en su línea de ropa y cosméticos.
También ha sido fuente de críticas por nombrar uno de sus labiales 'Abused' (abusado/a), de color violeta azulado que recuerda a los hematomas que pueden aparecer en personas físicamente abusadas.

## Discografía
| Título ( canción o álbum )                  | artista                                  | fecha de lanzamiento | Lista de canciones |
| ------------------------------------------- | ---------------------------------------- | -------------------- | --- |
| Love To My Cobain                           | Jeffree Star                             | 06.25.13             | - Love To My Cobain - 4:38 |
| Mr. Diva                                    | Jeffree Star                             | 10.02.12             | - Mr. Diva - 4:07 - Mr. Diva (Clean Version) - 4:07 - Legs Up - 3:26 - Prom Night (Dave Audé Radio Edit) - 3:42 |
| Best. Night. Ever                           | Jeffree Star                             | 08.03.12             | - Best. Night. Ever - 3:55 |
| I Fell in Love for the First Time           | Jeffree Star                             | 04.01.12             | - I Fell in Love for the First Time - 3:16 |
| Prom Night!                                 | Jeffree Star                             | 03.03.12             | - Prom Night! – 3:52 |
| Shit You Weren’t Supposed to Hear - Mixtape | Jeffree Star                             | 1.14.12              | - . I Dare U - . If It Kills Me - . In My Pocket - . MissBehavin’ - . Your Heart Is My Pinata - . Freakshow - . Oh my God - . Prisoner (feat. Porcelain Black) |
| Burning Up! - Sencillo                      | It Boys!ft Jeffree Star& Lacey Schwimmer | 11.21.11             | - Burning Up! (Feat. Jeffree Star & Lacey Schwimmer) – 3:11 |
| Sexin’ on the Dance Floor (Remix)           | Cash Cash ft Jeffree Star                | :6.07.11             | - Sexin’ on the Dance Floor – 3:54 |
| Freakshow                                   | Drummerboy ft Jeffree Star               | 3.23.11              | - Freakshow – 3:41 |
| Catch Me If You Can                         | The Millionaires ft Jeffree Star         | 3.1.11               | - Catch Me If You Can – 4:00 |
| 333 Mixtape                                 | Lucian Walker ft Jeffree Star            | 1.14.11              | - Heart Raper – 3:52 |
| Freaky Now                                  | Deuce ft Jeffree Star                    | 10.21.2010           | - Freaky Now – 4:32 |
| Size of Your Boat                           | Jeffree Starft Muffy                     | 10.10.2010           | - I’m In Love (With a Killer) – 3:20 |
| Inject Me Sweetly                           | Blood on The Dance Floor ft Jeffree Star | 02/15/2010           | - Inyectar Me Dulcemente - 03:18 |
| Blush EP                                    | Jeffree Star                             | 02.16.2010           | - Blush – 3:44 - Prisoner (Morgan Page Radio Edit Mix) – 3:54 - Get Away With Murder (Video) – 3:41 |
| Turn the Beat Around – Soundtrack EP        | Jeffree Star                             | 02.15.2010           | - Bad Girls – 4:48 |
| Sexting (Remix)                             | Jeffree Starft Blood on The Dance Floor  | 01.17.2010           | - Sexting (Remix) – 3:42 |
| Beauty Killer                               | Jeffree Star                             | 09.22.2009           | - Get Away With Murder – 3:43 - Prisoner – 3:50 - Louis Vuitton Body Bag (feat. Matt Skiba) – 3:15 - Beauty Killer – 3:45 - Electric Sugar Pop – 3:17 - Love Rhymes With Fuck You – 4:01 - Bitch, Please! – 3:16 - Lollipop Luxury (feat. Nicki Minaj) – 3:38 - Get Physical – 3:08 - Fame & Riches, Rehab Bitches (feat. Breathe Carolina) – 3:09 - Fresh Meat – 2:56 - Queen Of The Club Scene – 3:46 Bonus Tracks: - Gorgeous – 2:42 - Party Crusher – 3:46 - God Hates Your Outfit – 3:14 |
| Love Rhymes With Fuck You                   | Jeffree Star                             | 06.30.2009           | - Love Rhymes With Fuck You – 4:00 |
| Prisoner                                    | Jeffree Star                             | 05.02.2009           | - Prisoner – 3:50 |
| Cupcakes Taste Like Violence – EP           | Jeffree Star                             | 12.09.2008           | - Miss Boombox – 4:14 - lollipop Luxury – 4:07 - Cupcakes Taste like Violence – 3:19 - Picture Perfect – 4:06 - So Fierce – 3:24 - Heart Surgery Isn’t That Bad… (UVEV Remix) – 3:19 |
| Lollipop Luxury                             | Jeffree Star                             | 10.18.2008           | - Lollipop Luxuxry – 4:07 |
| I Hate Music                                | Jeffree Star                             | 04.17.2008           | - I Hate Music – 2:20 |
| Heart Surgery Isn’t THAT Bad.               | Jeffree Star                             | 02.14.2008           | - Heart Surgery Isn’t THAT Bad… – 3:34 |
| Plastic Surgery Slumber Party – EP          | Jeffree Star                             | 03.13.2008           | - Eyelash Curlers & Butcher Knives (What’s the Difference?) – 3:34 - Plastic Surgery Slumber Party – 2:14 - Straight Boys – 2:53 - Ice Cream – 1:50 - We Want Cunt – 3:15 - Plastic Surgery Slumber Party (Mig’s Restitched Remix) – 3:22 |

## Videos musicales
| Título                 | Año  | Director(es)     |
| ---------------------- | ---- | ---------------- |
| "Get Away with Murder" | 2010 | SKINNY           |
| "Beauty Killer"        | 2010 | Austin Young     |
| "Prom Night"           | 2012 | Robby Starbuck   |
| "Love to My Cobain"    | 2013 | Laurieann Gibson |

### Apariciones
| Año  | Título                                        | Director         |
| ---- | --------------------------------------------- | ---------------- |
| 2006 | "Push" (Godhead)                              | Agata Alexander  |
| 2007 | "The River" (Good Charlotte)                  | Marc Webb        |
| 2007 | "Boys" (The Autumns)                          | Piper Ferguson   |
| 2007 | "One Love" (Aiden)                            | Nathan Cox       |
| 2007 | "Tears Dry on Their Own" (Amy Winehouse)      | David LaChapelle |
| 2008 | "Shake It" (Metro Station)                    | Josh Forbes      |
| 2010 | "Take It Off" (K$ n' Friends version) (Kesha) | SKINNY           |
| 2011 | "I'm Not a Vampire" (Falling In Reverse)      | Zach Merck       |
| 2012 | "Burning Up" (It Boys!)                       | Chris Crary      |
| 2013 | "The Illest" (Far East Movement)              | -                |
| 2013 | "Kiss me ass" (Pussy Masochist)               | Zach Merck       |